# No Therapy
No Therapy (englisch für „Keine Therapie“) ist ein Lied des deutschen DJs Felix Jaehn, das in Zusammenarbeit mit der schwedischen Popsängerin Nea und dem britischen Soulsänger Bryn Christopher entstand. Das Stück erschien als fünfte Singleauskopplung aus Jaehns zweitem Studioalbum Breathe.

## Entstehung und Artwork
No Therapy wurde von den drei Interpreten selbst – Nea unter ihren bürgerlichen Namen „Linnea Södahl“ – gemeinsam mit weiteren Koautoren geschrieben. Als Koautoren fungierten das britische Produzentenduo Bloodline (bestehend aus: Robbie McDade und Christopher James Mears), das deutsche Produzentenquartett Hitimpulse (bestehend aus: Jeremy Chacon, Jonas Kalisch, Henrik Meinke und Alexsej Vlasenko) sowie Vincent Kottkamp. Die Produktion erfolgte durch das Produzentenduo Bloodline und Jaehn. Die Abmischung sowie das Mastering erfolgte unter der Leitung des österreichischen Tontechnikers Nikodem Milewski. Gemeinsam mit Jaehn war Milewski darüber hinaus für die Programmierung des Stücks verantwortlich. Die Gesangsaufnahmen erfolgten unter der Leitung des Produzentenquartetts Hitimpulse. Das Einspielen der Instrumente erfolgte durch Jaehn, der am Keyboard und dem Schlagzeug zu hören ist.
Auf dem Frontcover der Single sind lediglich die Künstlernamen und der Liedtitel zu sehen. Die Aufschrift befindet sich in weißer Schrift, zentriert, auf blauem Hintergrund, inmitten des Coverbildes.

## Veröffentlichung und Promotion
Die Erstveröffentlichung von No Therapy erfolgte als Download und Streaming am 21. August 2020. Die Veröffentlichung erfolgte als Einzeltrack durch das Musiklabel Virgin Records, der Vertrieb erfolgte durch Universal Music Publishing. Am Tag der Erstveröffentlichung erschien ebenfalls eine Remixversion des brasilianischen DJs Vintage Culture als Einzeltrack. Am 13. November 2020 erschien ein weiterer Remix von Black V Neck sowie am 20. November 2020 ein Remix vom österreichischen DJ Toby Romeo. Beide Remixe erschienen wie die Vorgänger als Einzeltracks zum Download und Streaming. Am 1. Oktober 2021 erschien das Lied als Teil von Jaehns zweitem Studioalbum Breathe.
Um das Lied zu bewerben, veröffentlichte Jaehn erstmals Impressionen aus dem Musikvideo, begleitet mit einer Aussage zur Entstehung und seiner Gefühlslage, über seine sozialen Netzwerke am 13. August 2020. Gleichzeitig mit dem Teaser ging die Vorbestellung des Titels einher. In den nächsten Tagen bis zur Veröffentlichung folgten von allen drei Interpreten weitere Teaser. Der deutsche Fernsehsender ProSieben bewarb mit No Therapy einen Werbespot mit den „Highlights im September 2020“, somit war das Lied in diversen Werbeunterbrechungen des Senders zu hören.

## Hintergrundinformation
Bei No Therapy handelt es sich nicht um die erste Zusammenarbeit zwischen Christopher, Jaehn und Nea. Christopher war bereits als Koautor zu Nea’s Debütsingle Some Say, einer Coverversion von Eiffel 65’s Blue (Da Ba Dee), tätig. Jaehn wiederum tätigte einen Remix hierzu, der als Single-Einzeltrack am 10. Januar 2020 erschien. Nea beschrieb die erneute Zusammenarbeit mit folgenden Worten: „Es hat so viel Spaß gemacht dieses Lied zu schreiben, denn es war das gleiche Team wie bei der Single Some Say. Wir waren alle so gut gelaunt und glücklich wieder zusammen abzuhängen, dass wir buchstäblich die ganze Nacht im Studio tanzten. Ich glaube, man kann es in dem Lied hören!“ Das Trio schrieb das Lied Anfang 2020, bevor die weltweite COVID-19-Pandemie ausbrach.

## Inhalt
Der Liedtext zu No Therapy ist in englischer Sprache verfasst. Der Titel bedeutet ins Deutsche übersetzt so viel wie „Keine Therapie“. Die Musik und der Text wurden gemeinsam vom Produzentenduo Bloodline, Bryn Christopher, dem Produzentenquartett Hitimpulse, Felix Jaehn, Vincent Kottkamp sowie Linnea Södahl (Nea) geschrieben beziehungsweise komponiert. Musikalisch bewegt sich das Lied im Bereich des Dance-Pops, mit Anleihen aus dem Future House. Das Tempo beträgt 125 Schläge pro Minute. Die Tonart ist es-Moll. Inhaltlich geht es im Lied um Selbstliebe und Selbstakzeptanz, man sollte auch in vermeintlich negativen Situationen das Positive zu sehen. Ebenso ist es ein Aufruf auch Andere in diesem Vorhaben zu unterstützen. Man solle den Moment genießen, glücklich sein und sich so lieben, wie man ist. Jaehn selbst betonte wie bedeutend es sei, solidarisch zusammenzuhalten und sich gegenseitig zu unterstützen. Sowohl Christopher als auch Jaehn seien beide Mitglieder der LGBTQIA-Gemeinschaft und er hoffe, dass ihre positive Botschaft kurz nach dem Pride-Month möglichst viele Menschen erreiche. Für Nea sei No Therapy ein Lied über Selbstliebe und darüber, einander so zu akzeptieren, wie man ist, ohne zu versuchen die schönen Unvollkommenheiten, die alle haben, zu verändern.
Aufgebaut ist das Lied auf einer Strophe, einer Bridge und einem Refrain, die immer wieder im Wechsel zu hören sind. Der Aufbau des Stücks gliedert sich wie folgt: Refrain (Christopher) – Strophe (Christopher) – Refrain (Christopher/Nea) – Strophe (Christopher/Nea) – Bridge (Christopher/Nea) – Refrain (Christopher) – Strophe (Christopher) – Refrain (Christopher/Nea) – Strophe (Christopher/Nea) – Bridge (Christopher/Nea). Sowohl der Refrain als auch die Strophe bestehen aus vier Zeilen. Die Bridge setzt sich aus der sich dreimal wiederholenden Zeile „We don’t need no therapy“ (englisch für „Wir brauchen keine Therapie“) zusammen. Die Gesänge im Lied entstammen von Christopher und Nea, Jaehn wirkt an dem Stück nur als Produzent mit.
| “You, me, honestly, we don’t need no therapy. Just live it up, just live it. Love me crazy, we’ll be who we wanna be. Just live it up, just live it.” – Refrain, Originalauszug | „Du, ich, ehrlich, wir brauchen keine Therapie. Lebe einfach damit, lebe damit. Lieb mich verrückt, wir werden sein, wer wir sein wollen. Lebe einfach damit, lebe damit.“ – Refrain, Übersetzung |

## Musikvideos
Das Musikvideo zu No Therapy feierte am 21. August 2020 seine Premiere auf YouTube. Es zeigt zum einen verschiedene Szenen von Liebespaaren sowie Szenen der drei Interpreten. Bei den Liebespaaren handelt es sich zumeist um intime Szenen zwischen gleichgeschlechtlichen sowie von ungleichgeschlechtlichen Paaren. Die drei Interpreten Christopher, Jaehn und Nea sind zunächst jeder für sich an verschiedenen Schauplätzen zu sehen. Später sieht man sie gemeinsam durch ein Maisfeld rennend, in einem Waagen sitzend sowie auf einer Lagerfeuerparty. Die Gesamtlänge des Videos beträgt 3:00 Minuten. Regie führte der Berliner Regisseur Justin Izumi. Bis Juli 2023 zählte das Musikvideo über 6,5 Millionen Aufrufe bei YouTube.

## Mitwirkende
| Liedproduktion - Bloodline: Komponist, Liedtexter, Musikproduzent - Bryn Christopher: Gesang, Komponist, Liedtexter - Hitimpulse: Komponist, Liedtexter, Tonmeister - Felix Jaehn: Keyboard, Komponist, Liedtexter, Musikproduzent, Programmierung, Schlagzeug - Vincent Kottkamp: Komponist, Liedtexter - Nikodem Milewski: Abmischung, Mastering, Programmierung - Linnea Södahl (Nea): Gesang, Komponist, Liedtexter | Artwork (Musikvideo) - Justin Izumi: Regisseur Unternehmen - Bears Calling: Filmproduzent (Musikvideo) - Universal Music Publishing: Vertrieb - Virgin Records: Musiklabel |

## Rezeption

### Rezensionen
Henry Einck vom deutschsprachigen Internetauftritt dance-charts.de beschrieb No Therapy als heißen Anwärter auf einen „Spätsommerhit 2020“. Das Lied wirke durch das Instrumental zu Beginn recht düster. Der basslastige und dunkle Klang wirke im ersten Augenblick bedrohlich. Daran passe sich der anfängliche Gesang von Christopher an. Das „Build-Up“ sei jedoch deutlicher fröhlicher gestaltet worden. Das Instrumental erinnere dort stilistisch eher an die älteren Jaehn-Produktionen. Dazu würden auch die Stimmen von Christopher und Nea, die im Build-Up hervorragend harmonieren würden. Während des Refrains kehre dann der ursprüngliche Klang zurück. Das „basslastige Instrumental“ werde mit „Vocal-Chops“ von Sängerin Nea kombiniert. Dieser Style ziehe sich durch den Großteil des Liedes und werde bei der großen Fanbase um den „Piece-of-Your-Heart-Sound“ gut ankommen. Viele Fans hätten sich wahrscheinlich noch eine Solo von Nea gewünscht, weil ihre Stimme innerhalb des Liedes etwas kurz käme. No Therapy knüpfte mit seinem düsteren Sound an „Dance-Erfolge“ aus der letzten Zeit an und passe zur anstehenden Jahreszeit. Jaehn habe sich mit Christopher und Nea genau die richtigen Sänger an seine Seite geholt. Die Stimmen der beiden Musiker würden perfekt harmonieren. Dazu käme der „basslastige Drop“ mit den „Vocal-Chops“, der so sehr im Ohr bliebe, dass er jedenfalls auch im Radio gespielt werden kann. Das Stück könne der nächste große Hit von Jaehn werden.

### Charts und Chartplatzierungen
No Therapy erreichte in Deutschland Rang 31 der offiziellen Singlecharts und platzierte sich 23 Wochen in den Top 100. Des Weiteren erreichte No Therapy Rang neun der deutschen Dancecharts, Rang 38 in den deutschen Downloadcharts sowie Rang 31 in den deutschen Streamingcharts. Darüber hinaus konnte sich die Single mehrere Tage in den deutschen iTunes-Tagesauswertungen platzieren und erreichte mit Position 14 seine höchste Chartnotierung am 25. August 2020. In Österreich erreichte die Single in zehn Chartwochen mit Rang 64 seine höchste Chartnotierung. In den deutschen Airplay-Jahrescharts belegte No Therapy Rang 58.
Für Jaehn als Interpret ist dies, inklusive des Charterfolgs mit seinem Musikprojekt Eff, der 18. Charterfolg in Deutschland sowie der 15. in Österreich. Als Musikproduzent erreichte Jaehn hiermit zum 17. Mal die Charts in Deutschland und zum 14. Mal die Charts in Österreich. In seiner Autorentätigkeit ist es sein 15. Charterfolg in Deutschland sowie sein 13. in Österreich. Christopher erreichte mit No Therapy je zum vierten Mal die deutschen und österreichischen Singlecharts als Autor. Als Interpret erreichte er hiermit nach The Quest und Sweet Lovin’ zum dritten Mal die Singlecharts in Österreich sowie nach Sweet Lovin’ zum zweiten Mal in Deutschland. Für Nea ist dies nach Lush Life (Zara Larsson) und Some Say (Nea) die dritte Autorenbeteiligung in den deutschen und österreichischen Charts sowie die zweite nach Some Say als Interpretin. Kottkamp erreichte mit No Therapy zum sechsten Mal die deutschen Singlecharts als Autor sowie zum dritten Mal die Charts in Österreich. Für das Produzentenquartett Hitimpulse ist es die fünfte Autorenbeteiligung in den deutschen Charts sowie die vierte in Österreich. Das Produzentenduo Bloodline erreichte sowohl als Autor als auch Produzent erstmals die deutschen Charts.
| ChartsChartplatzierungen | Höchstplatzierung | Wochen |
| ------------------------ | ----------------- | ------ |
| Deutschland (GfK)        | 31 (23 Wo.)       | 23     |
| Österreich (Ö3)          | 64 (10 Wo.)       | 10     |

### Auszeichnungen für Musikverkäufe
Am 11. August 2021 erhielt No Therapy eine Platin-Schallplatte für über 50.000 verkaufte Einheiten in Polen. Einen Monat später folgte die Verleihung einer Goldenen Schallplatte für 200.000 verkaufte Einheiten in Deutschland. Im Juni 2023 erreichte es ebenfalls Goldstatus in Österreich sowie im März 2024 in Brasilien. Somit erhielt No Therapy weltweit drei Goldene und eine Platin-Schallplatte für über 285.000 verkaufte Einheiten.

| Land/Region        | Auszeichnungen für Musikverkäufe (Land/Region, Auszeichnung, Verkäufe) | Verkäufe |
| ------------------ | ---------------------------------------------------------------------- | -------- |
| Brasilien (PMB)    | Gold                                                                   | 20.000   |
| Deutschland (BVMI) | Gold                                                                   | 200.000  |
| Polen (ZPAV)       | Platin                                                                 | 50.000   |
| Österreich (IFPI)  | Gold                                                                   | 15.000   |
| Insgesamt          | 3× Gold · 1× Platin ·                                                  | 285.000  |